# PowerDirector
PowerDirector — потужне програмне забезпечення, призначене для редагування відео матеріалів, фірми CyberLink Corp. — тайванської компанії з розробки мультимедійного програмного забезпечення. PowerDirector 12  розроблений на рушію TrueVelocity четвертого покоління і пропонує користувачам величезну кількість функцій і інструментів для повноцінної обробки відео.
PowerDirector дозволяє виконувати дуже точне мультитрекове редагування відео матеріалів. У редакторі є величезний вибір інструментів і функцій, які допоможуть створити професійне відео на домашньому комп'ютері. Дозволяє накладати на відео візуальні ефекти, застосовувати художні фільтри, додавати аудіо доріжки і багато іншого. PowerDirector використовує новітні технології відео обробки для отримання відео відмінної якості.
PowerDirector має продуманий інтерфейс, який створює для користувачів комфортне й ефективне середовище для редагування відео матеріалів в домашніх умовах.